# Macao all'ABU TV Song Festival
Il Macao ha debuttato all'ABU TV Song Festival nel 2014, hanno in cui ha ospitato la manifestazione.

## Partecipazioni
| Anno | Artista                         | Lingua                      | Titolo                                          |
| ---- | ------------------------------- | --------------------------- | ----------------------------------------------- |
| 2014 | Blademark (刃記)                | Cantonese, inglese          | "Heartcore (心態硬)"                            |
| 2015 | Ma Man Lei, Kyla (馬曼莉)       | Cantonese                   | "Back to Back (面對面)"                         |
| 2016 | Queena                          | Mandarino                   | "Aylan (艾蘭)                                   |
| 2017 | Catalyser                       | Mandarino                   | "Midnight is the Time for God (凌晨是神的時間)" |
| 2018 | Germano Bibi Guilherme (古卓文) | Mandarino                   | "Nai de zhu jimo (耐得住寂寞)"                  |
| 2019 | Adelino Da Silva (施連奴)       | Mandarino, inglese          | "Leave Again"                                   |
| 2020 | Sean Pang                       | Cinese                      | "Unsatisfied"                                   |
| 2020 | Germano Guilherme               | Cinese, inglese, Portoghese | "United"                                        |

## Città ospitanti
| Anno | Città | Luogo         | Presentatori              |
| ---- | ----- | ------------- | ------------------------- |
| 2014 | Macao | Sands Theatre | Carmen Chau, Bonnith Kuok |